# Battaglia di Fabbrico
La battaglia di Fabbrico è stato un episodio centrale della guerra di liberazione italiana a Fabbrico.
Unico scontro in campo aperto fra partigiani e forze della RSI nel 1945 nella pianura Reggiana.

## Antefatto
Il 25 febbraio 1945 un gruppo di partigiani si radunarono in paese e, a bordo di un camioncino, gridarono che presto la guerra sarebbe finita ed esplosero alcuni colpi in aria.
Il 26 febbraio, verso le 15.30, una squadra del distaccamento della 30ª Brigata nera "Giuseppe Ferrari" di Novellara entrò in paese, piazzò un fucile mitragliatore al centro del paese e si mise a controllare i passanti chiedendo minacciosamente informazioni sui partigiani.
Sulla via del ritorno, il camioncino su cui costoro viaggiavano venne attaccato da una squadra di Partigiani che si erano appostati alla casa Bussei sulla strada per Campagnola. Il camion venne centrato in pieno dalla mitragliatrice Breda di Piero Foroni (Ratto).
Nell’attacco rimane ucciso il milite Luppi Lino di 19 anni. Vengono presi prigionieri il Capitano Gino Ianni, ferito al ventre, i militi Luigi Sanferino e Domenico Cocchi. Quest’ultimo viene ucciso con una raffica a bruciapelo. Il milite Sanferino viene invece annegato vivo in un vicino pozzo nero.  Il capitano della Brigata nera Gino Ianni viene anch’esso ucciso, ma il suo corpo non è mai stato trovato.
Durante la sparatoria venne intercettata una motocicletta con due porta-ordini tedeschi che vennero disarmati e successivamente fucilati.
Tra i partigiani, Avio Catellani (Kim) venne ferito da una bomba a mano.

## La battaglia
Il mattino del giorno 27 circa 100 uomini della 30ª Brigata Nera e della GNR guidati dal maggiore Giovanni Bellerè arrivarono a Fabbrico e recuperarono il corpo del milite Luigi Sanferino, di 18 anni, che era stato annegato dopo la cattura in un pozzo nero. Il corpo lavato e nudo venne posto sulla strada centrale di Fabbrico con a fianco una mitragliatrice e venne chiesta la restituzione del corpo del Capitano Ianni. Non ottenendo risposta vennero presi 22 ostaggi che vennero costretti a sfilare davanti al cadavere di uno dei fascisti uccisi il giorno prima. I fascisti minacciarono una rappresaglia se entro alcuni giorni non fosse stato restituito il corpo di Ianni.
Giovanni Bellerè era un comandante esperto in rappresaglie, tanto che nel giugno del 1945 risulterà detenuto nelle carceri giudiziarie di Brescia per crimini di guerra. Rappresentava perciò un pericolo certo per gli ostaggi: durante la battaglia sparò contro l’ostaggio Silvano Pavesi, riuscendo solo a ferirlo.
Nel frattempo il distaccamento "Leo, Pier, Luigi" della 77ª Brigata SAP "Fratelli Manfredi" dei partigiani locali si collegò a quello di Rolo (distaccamento "Aldo"), avvicinandosi a Fabbrico, mentre varie staffette partirono in località Cantonazzo con l’incarico di chiedere l’intervento dei distaccamenti di Fossoli, Rio Saliceto, Reggiolo e Correggio. I partigiani di Fabbrico e di Rolo si portarono sulla strada per Campagnola, nel tentativo di aggirare il paese da est e da sud.
Trascorsa l’ora fissata, i fascisti uscirono da Fabbrico avanzando su due file ai lati della strada, inframmezzati dai 22 ostaggi, proprio sul luogo dello scontro del giorno precedente. I patrioti di Fabbrico e di Rolo erano pronti a sferrare l’attacco quando sopraggiunse una vettura con tre tedeschi a bordo, seguita da due militi in bicicletta. Dopo aver svoltato nel cortile di Casa Bussei, i tedeschi aprirono il fuoco rifugiandosi immediatamente nella casa, mentre i due militi vennero uccisi. Giunta a tiro, la colonna fascista venne investita dal fuoco delle armi partigiane, accresciute nel frattempo con l’arrivo del distaccamento di Rio Saliceto per un totale di circa 150 uomini. 
Nel campo partigiano ci fu mancato coordinamento nell’aprire il fuoco contro la colonna fascista. Gli ostaggi furono lasciati allontanarsi e solo l’ostaggio Genesio Corgini rimase ucciso nel fuoco incrociato. Lo scontro fu confuso. I militari della Rsi riuscirono a barricarsi in una casa di campagna. Le perdite fasciste avvennero in questo frangente, in quanto dovevano attraversare una strada battuta da una arma automatica partigiana. Non è chiaro se i giovani militi della Brigata Nera caddero falciati o vennero passati per le armi sul campo essendo rimasti indietro e presi dai partigiani. Alcuni militi riuscirono a chiedere aiuto al presidio tedesco di Reggiolo che intervenne. All’arrivo dei tedeschi i partigiani si ritirarono lasciando tre loro Caduti sul campo. Indosso ad uno dei partigiani vi erano i piani per lo scontro con note in inglese che testimonia la presenza di agenti angloamericani al loro fianco.
La battaglia durò dalle 14:00 alle 18:00.
Va infine ricordato che in conseguenza dello scontro e dell’uccisione anche di militari tedeschi che si erano trovati a transitare sul posto, il paese rischiò di subire la rappresaglia. Il merito di averla evitata va ricercato anche negli uffici del Parroco Don Igino Artoni.

## Perdite umane
Il bilancio sulle perdite umane sul lato della RSI non è condiviso. Nel rapporto del comandante partigiano Silvio Cesare Terzi (Gora) si parla di 30 fascisti uccisi, ma sono dati senza riscontro. Rimasero uccisi solo 7 appartenenti alle formazioni della Rsi. I funerali dei militari fascisti caduti si svolsero a Reggio Emilia pubblicamente e seguiti da articoli di stampa.
- n. 6 squadristi della 30ª Brigata N’erano.1 Milite della Gnr/Op
- n. 1 maggiore tedesco (comandante in capo della “Gestapo”); ispettore delle provincie di Reggio Em.-Parma e Modena;
- n. 1 soldato tedesco;
- n. 35 fascisti feriti, fra i quali un maggiore dell'esercito della RSI.[5].

Tutte le fonti della RSI confermano che i caduti fascisti furono invece 7.
Il maggiore medico tedesco si chiamava Viktor Smola.
Secondo la storiografia partigiana la battaglia ebbe un grande rilievo nell'opinione pubblica delle provincie limitrofe per il risultato militare eclatante e per l'ardita azione in campo aperto privo di difese naturali.
In anni recenti l’Amministrazione locale ha sostituito la Festa del Patrono di Fabbrico con la Commemorazione della Battaglia, alla quale, da 20 anni è sempre presente anche una delegazione che ricorda i Caduti della RSI.
Le perdite partigiane invece sono certe e furono:
- Piero Foroni (Ratto)[8], classe 1922, 77ª Brigata SAP "Fratelli Manfredi", distaccamento "Leo, Pier, Luigi"
- Leo Morellini (Bigatto), classe 1914, 77ª Brigata SAP "Fratelli Manfredi", distaccamento "Leo, Pier, Luigi"
- Luigi Bosatelli (Enzo), da Milano, 77ª Brigata SAP "Fratelli Manfredi", distaccamento "Leo, Pier, Luigi"
- Genesio Corgini, civile

Le perdite delle forze della Repubblica Sociale Italiana furono:
- Giancarlo Angelini, Squadrista, di anni 20, studente in medicina, 30ª Brigata Nera di Reggio Emilia
- Franco Volpato, di 17 anni, Squadrista, 30ª Brigata Nera di Reggio Emilia
- Ugo Fringuelli, di 18 anni, Squadrista,  30ª Brigata Nera di Reggio Emilia
- Giuseppe Ghisi, di 16 anni, Squadrista, 30ª Brigata Nera di Reggio Emilia
- Corinto Baliello, Sergente, di anni 19, 30ª Brigata Nera di Reggio Emilia
- Ostilio Casotti, Sotto Tenente, di 39 anni, 30ª Brigata Nera di Reggio Emilia
- Luigi Spoto, Milite, Guardia Nazionale Repubblicana - Compagnia Ordine Pubblico di Reggio Emilia

## Fabbrico medaglia di bronzo al valor militare
Il 27 febbraio del 1954 il gonfalone del Comune di Fabbrico veniva ufficialmente decorato di Medaglia di Bronzo al Valor Militare con la seguente motivazione:
"Dopo l’armistizio e durante l’occupazione tedesca, la popolazione di Fabbrico, unanime nella resistenza, solidale con le formazioni partigiane, costante nelle dure rappresaglie, dava bella prova di devozione alla patria ed agli ideali di libertà."